# Marc Barbaci
Marc Barbaci (Marcus Barbatius) va ser un magistrat romà amic de Juli Cèsar i després qüestor amb Marc Antoni el 40 aC.
És probablement el mateix personatge esmentat amb el nom de Barbari Filip (Barbarius Philippus) per Ulpià, on Barbarius seria una mala lectura de Barbatius, i el Barbi Filípic esmentat per Suides. Les dues fonts diuen que va ser un esclau que es va fer passar per home lliure i va obtenir el favor de Marc Antoni i amb el suport d'aquest va arribar a qüestor i segurament a pretor. Mentre exercia el càrrec el seu antic amo el va reconèixer però va comprar la seva llibertat per una forta suma de diners.